# قيزلق
قيزلق (بالفارسية: قیزلق) هي منطقة سكنية تقع في Charuymaq-e Jonubesharqi Rural District في إيران. يقدر عدد سكانها بـ 39 نسمة .